# Trosly-Breuil
Trosly-Breuil és un municipi francès, situat al departament de l'Oise i a la regió dels Alts de França. L'any 2007 tenia 2.042 habitants.

## Demografia

### Població
El 2007 la població de fet de Trosly-Breuil era de 2.042 persones. Hi havia 782 famílies de les quals 215 eren unipersonals (78 homes vivint sols i 137 dones vivint soles), 233 parelles sense fills, 280 parelles amb fills i 54 famílies monoparentals amb fills. La població ha evolucionat segons el següent gràfic:
Habitants censats

### Habitatges
El 2007 hi havia 876 habitatges, 801 eren l'habitatge principal de la família, 31 eren segones residències i 44 estaven desocupats. 720 eren cases i 147 eren apartaments. Dels 801 habitatges principals, 559 estaven ocupats pels seus propietaris, 223 estaven llogats i ocupats pels llogaters i 19 estaven cedits a títol gratuït; 21 tenien una cambra, 54 en tenien dues, 124 en tenien tres, 263 en tenien quatre i 337 en tenien cinc o més. 608 habitatges disposaven pel capbaix d'una plaça de pàrquing. A 390 habitatges hi havia un automòbil i a 320 n'hi havia dos o més.

### Piràmide de població
La piràmide de població per edats i sexe el 2009 era:
| Homes | Edats   | Dones |
| ----- | ------- | ----- |
| 0     | 95 o +  | 0     |
| 0     | 90 a 94 | 0     |
| 12    | 85 a 89 | 8     |
| 0     | 80 a 84 | 24    |
| 16    | 75 a 79 | 32    |
| 48    | 70 a 74 | 44    |
| 52    | 65 a 69 | 52    |
| 48    | 60 a 64 | 56    |
| 64    | 55 a 59 | 76    |
| 72    | 50 a 54 | 32    |
| 76    | 45 a 49 | 76    |
| 76    | 40 a 44 | 76    |
| 140   | 35 a 39 | 140   |
| 57    | 30 a 34 | 68    |
| 60    | 25 a 29 | 60    |
| 64    | 20 a 24 | 48    |
| 68    | 15 a 19 | 52    |
| 68    | 10 a 14 | 92    |
| 100   | 5 a 9   | 68    |
| 56    | 0 a 4   | 36    |

## Economia
El 2007 la població en edat de treballar era de 1.378 persones, 1.009 eren actives i 369 eren inactives. De les 1.009 persones actives 932 estaven ocupades (491 homes i 441 dones) i 77 estaven aturades (39 homes i 38 dones). De les 369 persones inactives 118 estaven jubilades, 102 estaven estudiant i 149 estaven classificades com a «altres inactius».

### Ingressos
El 2009 a Trosly-Breuil hi havia 806 unitats fiscals que integraven 2.026 persones, la mediana anual d'ingressos fiscals per persona era de 19.735 €.

### Activitats econòmiques
Dels 69 establiments que hi havia el 2007, 1 era d'una empresa extractiva, 1 d'una empresa de fabricació de material elèctric, 6 d'empreses de fabricació d'altres productes industrials, 12 d'empreses de construcció, 21 d'empreses de comerç i reparació d'automòbils, 3 d'empreses de transport, 5 d'empreses d'hostatgeria i restauració, 3 d'empreses d'informació i comunicació, 5 d'empreses financeres, 6 d'empreses de serveis, 1 d'una entitat de l'administració pública i 5 d'empreses classificades com a «altres activitats de serveis». Dels 19 establiments de servei als particulars que hi havia el 2009, 5 eren tallers de reparació d'automòbils i de material agrícola, 3 paletes, 2 guixaires pintors, 2 lampisteries, 3 electricistes, 1 perruqueria, 2 restaurants i 1 saló de bellesa. Dels 6 establiments comercials que hi havia el 2009, 2 eren supermercats, 1 un supermercat, 1 una fleca, 1 una botiga d'electrodomèstics i 1 una botiga de material de revestiment de parets i terra.

## Equipaments sanitaris i escolars
Els 2 equipaments sanitaris que hi havia el 2009 eren farmàcies i hi havia 1 escola maternal i 1 escola elemental.

## Poblacions més properes
El següent diagrama mostra les poblacions més properes.